# 最小可聴値
最小可聴値（さいしょうかちょうち、absolute threshold of hearing、ATH ）あるいは聴覚閾値とは、雑音の無い環境で聴覚が検知できる最小の純音の音圧レベルである。ヒトの聴覚の特性は周波数により異なり、最小可聴値は周波数毎の最小音圧レベルの測定結果からなる曲線で表現される。
最小可聴値の国際規格は ISO 389-7:2005 "Acoustics -- Reference zero for the calibration of audiometric equipment -- Part 7: Reference threshold of hearing under free-field and diffuse-field listening conditions" である。最小可聴値は等ラウドネス曲線の国際規格である ISO 226:2003 "Acoustics -- Normal equal-loudness-level contours" にも現れる。別になっているのは、等ラウドネス曲線の決定が難しかったために最小可聴値の規格を分離したことによる。

## 概要

ISO226:2003の等ラウドネス曲線(近藤－斎藤曲線）
（threshold) の曲線が最小可聴値を表す

ヒトが知覚できる閾値には、刺激の変化を区別できる最小値の「弁別閾」（丁度可知差異）と、刺激自体の存在が分かる最小値である「絶対閾」とがある。最小可聴値は聴覚についての絶対閾を意味する。
ヒトは一般に 20Hz から 20000Hz（20kHz）の音を聞くことができると言われているが、外耳や中耳、内耳で聴覚を司る蝸牛などの周波数特性のため聴こえ方は一様ではなく、周波数によって大きく変わる。最小可聴値は年齢や性別により異なるが、一般に 1 kHz〜5 kHz で感度がよく、それより低音/高音になるにしたがい検知できる音圧レベルが高くなる。
通常、最小可聴値は音圧の実効値を 20 µPa (マイクロパスカル) = 2×10−5 Pa（パスカル、N/m2と等価）を基準にデシベル(dB)で表したdB SPL（Sound Pressure Level）の単位で表現される。
{\displaystyle dBSPL=20\log({\frac {P}{P_{0}}})\qquad {\mbox{ (}}P_{0}={\mbox{ 20 µPa)}}}
基準音圧 P0 は、正常な聴覚を持つ若者が 1 kHz で検知できる最小の音圧にほぼ相当する。この音圧での音の振幅はおおよそ水素分子のサイズと同程度であり、非常に小さい。
最も感度がよい 4 kHz 付近での最小可聴値は -5 dB 程度である。低い周波数ではそれよりかなり感度が悪く 20 Hz では 70 dB を超える。音圧レベルを上げれば 20 Hz 以下でも知覚可能だが純音としての感覚は失われる。個人差と年齢による差が大きいが高い周波数でも感度が悪くなり、15 kHz 以上では急激に悪化する。
最小可聴値は等ラウドネス曲線の一部として表現されることが多く、この場合等ラウドネス曲線での最低レベルの曲線として表される。
最小可聴値の曲線は以下の近似式で表現できる。ここで f は周波数を表す。
{\displaystyle ATH(f)=3.64\left(f/1000\right)^{-0.8}-6.5e^{-0.6(f/1000-3.3)^{2}}+10^{-3}(f/1000)^{4}\quad {\mbox{(dB SPL)}}}
最小可聴値の測定値は、単耳聴/両耳聴、自由音場/ヘッドフォン使用、持続音/断続音など測定条件により変わるため、測定結果には測定の条件が記載される。
知覚可能な最小音圧レベルを表す用語として、最小可聴値、聴覚閾値とも一般的に使われている。なお、聴力の測定器であるオージオメータのように心理物理学的測定法に関連する分野では、最小可聴値ではなく 聴覚の絶対閾を意味する聴覚閾値が用語として適当であると日本聴覚医学会の用語集には記載されている。

## 応用
最小可聴値は、知覚符号化のように音楽のデジタル信号を効率的に圧縮する技術において必要な特性の1つとして、音楽再生システムなどで広く使われている。知覚符号化を用いた代表的なコーデックとしてはMP3やAACがある。オーディオ信号の最小可聴値以下の周波数成分は符号化する必要が無く、感度が低い周波数領域には少ないビットを割り当てても問題が無い。また信号を少ないビット数で量子化した場合に増える量子化雑音を最小可聴値以下に抑えることで知覚できる雑音を増やすことなく符号化に必要なビット数を低減できる。AACなどのコーデックではこれらを利用して情報の圧縮を行う。
医療の分野では、等ラウドネス曲線と共に難聴の判断や聴力検査などのための基礎データとして使われる。

### 聴力レベル
最小可聴値は特定の音圧（20 µPa）を基準にした dB SPL で表現するが、聴力検査などの用途には正常な聴力を基準にどの程度悪いかを表現できた方が都合がよい。
このような用途のためには聴力レベルを表す dB HL（Hearing Level）を用いる。これは正常な聴覚を持つ人が検知できる各周波数での音圧を基準音圧 0 dB HL とし、音圧をデシベル(dB)で表現したものである。
正常な聴力の場合は全ての周波数で 0 dB HL の直線となり、難聴などの場合はその程度に応じて聞きにくい周波数での値が大きくなる。最小可聴値のグラフとは逆に、聴力レベルのグラフ（オージオグラム）の縦軸では 0 dB HL が上で値が大きくなる（聴力が悪くなる）方が下になるよう表現する。測定は 125 あるいは 250Hz から 8000Hz までの複数の周波数で行われ、聴力レベルが 25 dB HL を超えるものが難聴と見なされる。
右耳と左耳の聴力はそれぞれ気導受話器（イヤホン）経由で測定される。これは気導聴力と呼ばれオージオグラム上では"○"が右耳、"×"が左耳の聴力を表す。さらに、蝸牛から聴覚中枢に至る部位の病変を調べるため、額にあてた発振器などを用い測定する骨導聴力もあり、オージオグラム上では"<"や"[ "が右耳、">"や"]"が左耳の聴力を表す。

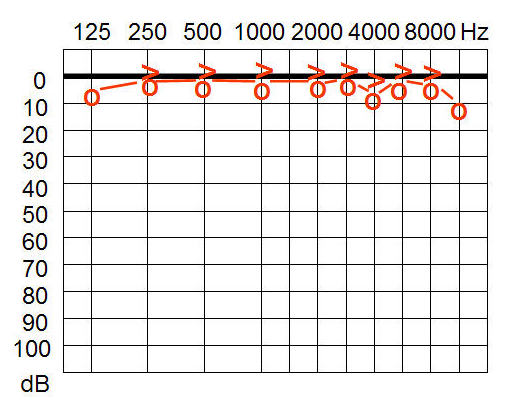
オージオグラム、正常な場合
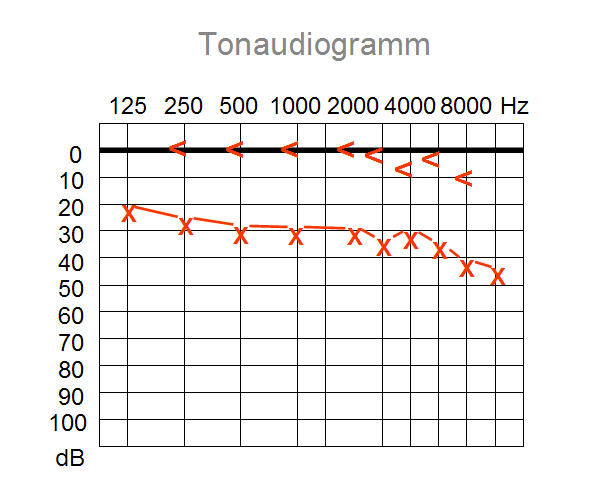
オージオグラム、伝音性難聴の例
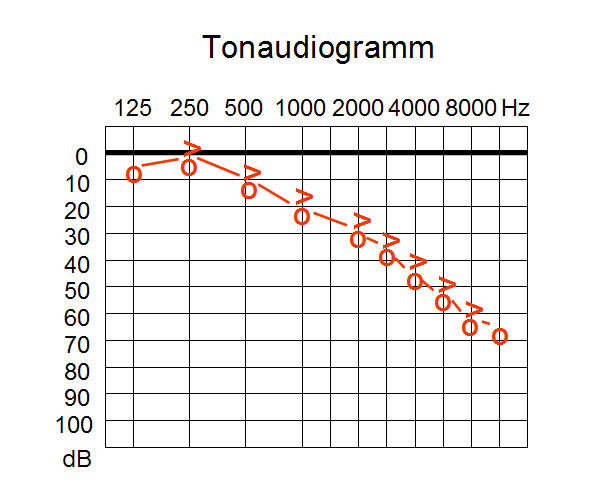
オージオグラム、感音性難聴の例
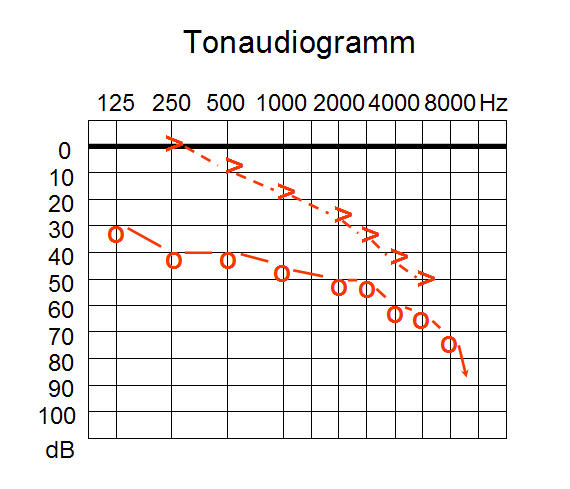
オージオグラム、混合性難聴の例

世界保健機関（WHO）が定めた平均聴力レベルによる聴覚障害の等級は以下の通り。
| 等級         | 平均聴力レベル[7] | 聞こえ方                                               |
| ------------ | ----------------- | ------------------------------------------------------ |
| 0 - 障害なし | 25 dB HL 以下     | ささやき声を聞き取ることができる                       |
| 1 - 軽度難聴 | 26-40 dB HL       | 1 mの距離での普通の声で単語の聞き取り/繰り返しができる |
| 2 - 中度難聴 | 41-60 dB HL       | 1 mの距離での大きな声で単語の聞き取り/繰り返しができる |
| 3 - 高度難聴 | 61-80 dB HL       | 良いほうの耳での怒鳴り声でいくつかの単語を聞き取れる   |
| 4 - 重度難聴 | 81 dB HL 以上     | 怒鳴り声でも聞き取ることができない                     |
日本の身体障害者福祉法では、両耳の平均聴力レベルが70dB以上、または片方の耳の聴力が90dB以上でもうひとつの耳の聴力が50dB以上の場合に身体障害者と認定される。

## 年齢による変化
ヒトの聴力は特別な聴覚障害が無い場合でも年齢と共に低下する。特に高音域での低下が著しい。
1 kHz以下での年齢による最小可聴値の変化は少ない。それ以上の周波数では年齢により変わり、周波数が高くなるほど年齢による聴力低下が大きくなる
。加齢に伴う聴力の低下は加齢性聴力損失や老人性難聴の名称で呼ばれる。個人ごとに変化は異なるが、可聴値の相対的な変化を表す補正値の年齢と性別による平均値はおおよそ以下のグラフのようになる。

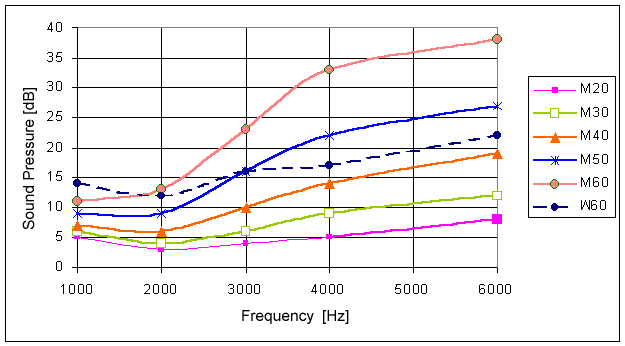
年齢と性別による平均的な可聴値の変化
男性は20歳(M20)から60歳(M60)、女性は60歳(W60)のデータ

一般に聴力は年齢と共に低下するが、40歳以降は高音域の低下が大きくなり、50歳以降さらに急激に低下する。60歳男性の 6000Hz（6kHz）での補正値は平均 38dB 程度になる。男性と比べると女性の聴力の低下は比較的穏やかで、同じ周波数での60歳女性の補正値は平均 22dB 程度である。2000Hz（2kHz）以下での聴力は女性側の低下がやや大きいが、男性、女性とも低下は比較的少ない。
高齢になればなるほど、声の基本周波数が高い女性/子供の声や高域成分のエネルギーが大きい子音が聞き取りにくくなり、いわゆる「耳が遠い」状態になりやすい。2kHz 以下のエネルギー成分が大きい母音は子音と比べると比較的聞き取りやすい。
周波数ごとの補正値の例を以下に示す。
|                            | 男性 | 男性 | 男性 | 男性 | 男性 | 女性 | 女性 | 女性 | 女性 | 女性 |
| 試験対象となる周波数（Hz） | 1000 | 2000 | 3000 | 4000 | 6000 | 1000 | 2000 | 3000 | 4000 | 6000 |
| -------------------------- | ---- | ---- | ---- | ---- | ---- | ---- | ---- | ---- | ---- | ---- |
| 20歳以下                   | 5    | 3    | 4    | 5    | 8    | 7    | 4    | 3    | 3    | 6    |
| 30                         | 6    | 4    | 6    | 9    | 12   | 8    | 6    | 5    | 5    | 9    |
| 40                         | 7    | 6    | 10   | 14   | 19   | 10   | 7    | 8    | 8    | 13   |
| 50                         | 9    | 9    | 16   | 22   | 27   | 12   | 10   | 11   | 12   | 17   |
| 60歳以上                   | 11   | 13   | 23   | 33   | 38   | 14   | 12   | 16   | 17   | 22   |

## MAFとMAP
聴覚が検知できる最小の音圧レベルの測定には MAF（最小可聴音場）と MAP（最小可聴音圧）の2つの方法がある
。
MAF（minimum audible field、最小可聴音場）
音場での最小可聴圧を測定する方法。
無響室に試験対象者を座らせスピーカーから音を出して最小可聴値の測定を行う。
その後試験対象者がいない状態で元の頭の位置にマイクを置き音圧を測定する。
MAP（minimum audible pressure、最小可聴音圧）
鼓膜での最小可聴圧を測定する方法。
ヘッドフォンを用いて最小可聴値の測定を行い、同時に鼓膜付近（外耳道）での音圧を直接測定する。
音圧測定にはマイクに繋げた調査用チューブを鼓膜付近に入れて行う。
MAP と似た方法として、鼓膜付近で音圧を測定するのではなく標準化された 6 cc の金属製カップラーを使いその中の音圧を測定する方法もある。この方法は MAPC（coupler-referred MAP）と呼ばれる。
MAF と MAP で得られる測定結果が異なることは古くから知られており
、一般に MAF で測定する音圧レベルの方が MAP での測定値より低くなる。その差はおおよそ 6 dB〜10 dB 程度で、"missing 6 dB" という言葉で表現される。
MAF と MAP の差は以下のような要因により説明できる。
- ヘッドフォンを付けることで聞こえる生理的ノイズによるマスキング。血流音など体内からのノイズの影響により MAP では音が聞こえにくくなる。
- 外耳道の周波数特性と両耳で聞く際の頭の音響伝達特性の影響。外耳道の共振特性などのため MAF では 2 kHz〜5 kHzの音が強められるが[13]、MAP ではこのようなことが無い。
- ヘッドフォンで耳を塞ぐことによる音響インピーダンスの変化と外耳道での歪み。

最小可聴値の比較や、聴覚試験での標準レベルの設定、試験用機器の校正などでは、MAFとMAP の違いを考慮する必要がある。
一般的な等ラウドネス曲線での最小可聴値にはスピーカーを正面に置き両耳を使って測定した MAF（最小可聴音場）の値が使用される。

## 個人による違い
等ラウドネス曲線などでの一般的な最小可聴値は滑らかで単純な曲線で表現される。これは多くの被験者のデータを平均しているのと、オクターブ単位の比較的粗い周波数での分析を行っていることが多いためで、個人ごとの最小可聴値の周波数による変化はこのように滑らかで単純だとは限らない。
実際、個人単位に多くの周波数について計測を行うと波打ったりぎざぎざした特性になることが多く、またこれらの特性には高い再現性がある。
個人ごとの特性の違いは、1922年フレッチャーらによる最初期の最小可聴値の報告でも示されており、報告に含まれる 20 名の女性の最小可聴値の曲線はそれぞれ大きく波打ち、個人ごとに大きな違いがある。
非常に細かい周波数単位での最小可聴値の変化（例えば数十Hz程度の周波数で10 dB前後の変化）についての同様の報告はそれ以降にも多くある。
ヒトの聴覚は単純で受動的なものではなく非線形で能動的な性質を持つ。例えば、内耳で音を分析している蝸牛の基底膜はフィードバックのある非線形アクティブフィルタ、あるいは無線の分野での再生回路のように働き、フィードバックの結果として小さな音を立てている
。この現象は耳音響放射（otoacoustic emission、OAE）として知られている。最小可聴値の細かい周波数単位の変動はこのような耳音響放射に関係し、蝸牛の能動的な性質を反映していると考えられている。

## 心理物理学的測定法
人間の他の知覚と同様、最小可聴値は測定ごとに値が変動する統計量であり、音圧と被験者の応答との関係は確率分布として表される。精密な測定には心理物理学的測定法を用いる必要がある。
古典的な心理物理学的測定方法として以下の3つの手法が知られている。これらは心理物理学の提唱者であるグスタフ・フェヒナーが考案した手法である。
極限法（method of limits）
実験者が比較対象となる刺激を一定の間隔で変化させ、被験者の判断の変化により値を求める方法。
実験者があらかじめ決めた間隔で刺激の強さ（音圧）を上方向、あるいは下方向に段階的に変化させ被験者が音を聞き取れるかどうか判断する。刺激を変化させる間隔が大きすぎると値の誤差が大きくなり、小さすぎると測定に時間がかかりすぎるため、刺激の間隔は実験者が事前実験などを行って決めておく。刺激の変化方向の影響をなくすため上方向/下方向の変化を同じ回数行って平均をとる。この方法は比較的実施が容易であるという長所があるが、変化の方向や間隔が決まっているため慣れや期待による誤差が発生しやすい。
恒常法（method of constant stimuli）
実験者が比較対象となる複数の刺激をランダムに提示し、被験者の判断により値を求める方法。
極限法のように比較刺激を段階的に変化させる代わりにあらかじめ決めた間隔の刺激をランダムに提示する方法である。ランダムに変化させる範囲と間隔とは実験者が事前実験などを行って決めておく。慣れや期待による誤差は発生しにくいが、ランダムに提示された結果から正確な情報を得るために非常に多くの刺激を提示して統計的処理を行う必要があり、測定に時間とコストが掛かる。測定時間が他の方法より長くなるため被験者が疲れ、集中力が低下する問題点もある。
調整法（method of adjustment）
被験者が刺激をダイアルなどで連続的に変化させながら被験者の判断した刺激の範囲から値を求める方法。
被験者自身が比較対象となる刺激を調整できるため分かりやすく測定が短時間で済むという長所がある。連続的に変化させるため事前に変化させる間隔を決めておく必要もない。極限法と同様、刺激の変化方向の影響をなくすため上方向/下方向の変化を同じ回数行って平均をとる必要がある。被験者自身が調整を行うため被験者の意図が入りやすい欠点がある。
より新しい方法として以下のような手法がある。
強制選択法（forced choice method）
複数の刺激を続けて提示し、その中から被験者が選択する方法。
N 個の候補から1つを強制的に選択するものを N-alternative forced choice（例えば 2AFC）法と表現する。
適応法（adaptive method）
被験者の応答により刺激の強度を変化させる方法。
刺激の間隔や変化方向を一定に決めず被験者の応答で変えるため、一般に測定の効率が良い。以下のような様々な手法がある。
Békésy tracking（ベーケーシトラッキング）
被験者の応答により刺激の変化方向を変える方法。調整法のように刺激を連続的に変化させる。
生物物理学者で聴覚の研究者であるベーケーシが考案した。被験者の前にはボタンがあり、ボタンを押すと刺激（音圧）が一定の割合（例えば2.5dB/秒）で連続的に下がり、ボタンを離すと同様に上がる。測定では、対象となる音が聞こえたら被験者がボタンを押し聞こえなくなったらボタンを離す。その結果、音圧は閾値の周辺を連続的に上下するので、各上り下りの中点の平均を求めることで閾値を求めることができる。閾値付近のみで測定を行うため効率が良く、被験者の応答の時間的変化に測定結果が追従できる。ただし刺激の変化の割合が適切でない場合、被験者がボタンを押すタイムラグのために誤差が発生する可能性がある。
上下法（up-down method、staircase method）
被験者の応答により刺激の変化方向を変える方法。極限法のように刺激の変化は実験者があらかじめ決めた一定値ごとに行う。
被験者の応答により閾値（最小可聴値）の周辺で階段を上り下りするように刺激の強さが変わるため階段法（staircase method）とも呼ばれる。上下法には単純上下法（simple up-down method）、変形上下法（transformed up-down method）など様々な手法がある。
最もシンプルな単純上下法では、対象となる音が聞こえたら 1 ステップ分音圧を下げ、聞こえなくなったら 1 ステップ分音圧を上げる。ベーケーシトラッキングと同様に音圧が閾値周辺を上下するので、上り下りを複数回繰り返し各変化の山と谷の平均を閾値と見なす。
被験者の応答に関係なく機械的に刺激を変化させる極限法と比べ閾値付近のみで測定を行うため効率が良く、被験者の応答の時間的変化に測定結果が追従できる特徴がある。欠点として被験者が自分の応答による変化パターンに影響を受けてしまうことがある（「3 回目で聞こえなくなったから次の 3 回目でまた聞こえるはず」など）。
変形上下法は単純上下法を発展させたもので、対象となる音が N 回(例えば 2 回)聞こえたら決められた間隔で音圧を下げ、聞こえなくなった場合は 1 回で音圧を上げる。単純上下法が被験者応答の確率密度分布上での確率50%の閾値を求めるのに対し、変形上下法ではより高い確率（N = 2 の場合は70.7%、N = 3 の場合は79.4%）での閾値を求める。
PEST（Parameter Estimation by Sequential Testing）
過去の被験者の応答で刺激を変化させる幅と変化方向とを同時に変える方法。
変形上下法と同様、被験者応答の確率密度分布上の特定確率での閾値を求めることができる。最も単純な確率50%での閾値を求める方法は数値解析における二分法のように閾値付近での刺激の変化幅を変え、刺激の強さを閾値付近で上下させながら閾値に近付けていく。いくつかのバリエーションがあるが、基本的には以下のルールで刺激の間隔と変化方向を変化させ、変化の幅が一定値以下になったらそのレベルを閾値とする。
- 刺激の変化方向ルール ：聞こえたら音圧を下げ、聞こえなかったら音圧を上げる。
- 刺激の間隔ルール（1）：刺激の変化方向が変われば変化幅を半分にする。
- 刺激の間隔ルール（2）：同じ変化方向なら2回目も変化幅を同じにする。
- 刺激の間隔ルール（3）：3回以上連続して同じ変化方向ならそのたびに変化幅を倍にする。ただし直近の反転の直前で幅が倍になっていない場合、3回目の変化幅を変えない。

より一般的には、特定の音圧レベルで複数回試験を行った結果から刺激の変化方向を判定する。

## 歴史
最小可聴値の測定の歴史は古い。例えば、1870年にグラーツ大学のテップラー（August Joseph Ignaz Toepler）とボルツマン（Ludwig Eduard Boltzmann）は、発音元としてパイプオルガンを使い、深夜静かになった広場でどこまで音が聞こえるかを調べることで最小可聴値の計算を行った
。パイプオルガンに供給された空気流のエネルギーの試算値（約 0.2ワット）と聞こえた距離の 820m より、最小可聴値を約 6.6×10-3 N/m2 と計算している。これは実際の音のエネルギーを高く見積もりすぎていることや深夜でも存在するわずかな妨害雑音などのため、現在の数値の 100 倍以上になっている。
この後も1877年のジョン・ウィリアム・ストラット（Lord Rayleigh、John William Strutt）によるものなど多くの研究が行われたが、より正確な数値が得られるのは電子回路を用いた正確な測定機器と妨害雑音が少ない無響室が実現できた1920年代以降で、早いものとしては1922年に発表されたフレッチャー（Harvey Fletcher）とウェーゲル（R.L.Wegel）によるものがある。サーモホンと実用化されたばかりのコンデンサー型マイクロホン、真空管式の発振器、フェルトと鉄板の層を壁に用いた無響室など当時としては最新の測定技術を使用したものだったが、無響室の不完全さなどのため求まった値は現在の数値より 1 桁大きい。
現在の値にほぼ近い値が求められるのはさらに測定技術が進んだ1930年代以降で、1933年ベル研究所のシビアン（L.J.Sivian）とホワイト（S.D.White）による測定からである
。同じくベル研究所のフレッチャーとマンソン（W.A.Munson）は1933年にシビアンらと同じ方法で等ラウドネス曲線（フレッチャー-マンソン曲線）を求め、この曲線の一部として最小可聴値にほぼ等しい 0 ホンのデータを含めている
。
最小可聴値の精密な測定は難しく、その後も測定の対象者を増やしたり測定する周波数の範囲や測定方法を変えたりしながら多くの測定が行われている。
主要なものとしては、聴覚の等ラウドネス曲線の国際規格である ISO226 のベースとなった1956年のロビンソン（D.W.Robinson）とダッドソン（R.S.Dadson）による測定(ロビンソン-ダッドソン曲線)、及び ISO226 の改訂版である ISO226:2003 （鈴木-竹島曲線）のために2000年から2003年にかけて東北大学の鈴木 陽一をリーダとして行われた日本、ドイツ、デンマーク、イギリス、アメリカの共同研究による測定がある。この研究は日本が主体となって行い、参加聴取者は延べ約19000人に及ぶ大規模なものだった。最小可聴値の過去の研究の例を以下に示す
。
| 年度 | 研究者               | 測定方法 | 備考                                                          |
| ---- | -------------------- | -------- | ------------------------------------------------------------- |
| 1922 | Fletcher, Wegel      | MAP      | 測定範囲 60-4000Hz（モノラル）、現在の値より1桁大きい         |
| 1927 | Kingsbury            | MAP      | 測定範囲 60–4000Hz（モノラル）                                |
| 1933 | Sivian, White        | MAF/MAP  | 測定範囲 100-15000Hz、現在の値とほぼ同じ測定値                |
| 1933 | Fletcher, Munson     | MAP      | 62-16000Hzの等ラウドネス曲線、MAPをMAF値に補正                |
| 1937 | Churcher, King       | MAF      |                                                               |
| 1955 | Zwicker, Feldtkeller | MAP      | イコライザでMAF値に補正                                       |
| 1956 | Robinson, Dadson     | MAF      | 25-15000Hzの等ラウドネス曲線、ISO226のベースとなる            |
| 1965 | Teranishi            | MAF      |                                                               |
| 1973 | Brinkmann            | MAF      |                                                               |
| 1989 | Suzuki, 他           | MAF      |                                                               |
| 1990 | Fastl, 他            | MAF      | 測定範囲 100-1000Hz                                           |
| 1990 | Watanabe, Møller     | MAF      | 測定範囲 25-1000Hz                                            |
| 1991 | Betke                | MAF      |                                                               |
| 1991 | Vorländer            | MAF      | 測定範囲 8000Hz-16000Hz                                       |
| 1994 | Poulsen, Thøgersen   | MAF      |                                                               |
| 1994 | Takeshima, 他        | MAF      |                                                               |
| 1997 | Lydolf, Møller       | MAF/MAP  | 測定範囲 50-8000Hz(MAF)、20-100Hz(MAP)                        |
| 2000 | Poulsen, Han         | MAF      |                                                               |
| 2001 | Takeshima, 他        | MAF      | 測定範囲 31.5-16000Hz、ISO226：2003のベースとなる             |
| 2002 | Takeshima, 他        | MAF      | 測定範囲 1000-12500Hz、ISO226：2003のベースとなる（追加実験） |